# Бака, Джон Филипп
Джон Филипп Бака (англ. John Philip Baca ) (род. 10 января 1949) – специалист армии США, ветеран Вьетнамской войны. За свои действия во Вьетнаме удостоился высшей военной американской награды – медали Почёта.

## Биография
Родился 10 января 1949 года в г. Провиденс, штат Род-Айленд, вырос в г. Сан-Диего, штат Калифорния. Был призван в армию США 10 июня 1968 года.
10 февраля 1970 года специалист 4-го класса Бака служил в расчёте безоткатного орудия в Южном Вьетнаме в составе роты D первого батальона, 12-го кавалерийского полка, первой кавалерийской дивизии. В этот день в ходе операции Тоан Тан IV в провинции Фуок Лон передовой взвод роты попал в засаду. Бака повёл свой расчёт через плотный огонь, чтобы выручить осаждённый взвод. В этот момент осколочная граната взорвалась посреди их группы. Бака «без колебаний и  с полным пренебрежением к собственной безопасности» накрыл гранату своим шлемом и придавил телом, благодаря чему поглотил взрыв а восемь его товарищей избежали тяжёлых ранений или смерти. 
Бака выздоровел, 2 марта 1971 года президент Никсон вручил ему медаль Почёта. Ранее в роте D двое солдат: Аллен Линч и Родни Эванс уже были награждены медалями Почёта.
В 1990 году Бака вернулся во Вьетнам вместе с семью солдатами, участниками проекта Veterans Vietnam Restoration Project (Восстановление Вьетнама ветеранами). Группа провела восемь недель, работая вместе с солдатами народной армии Вьетнама на стройке больницы в деревне к северу от Ханоя.
Бака редко говорил на публике о событиях, за которые был награждён медалью Почёта. Тем не менее, он вспоминает о событии в день рождества 1960 года, когда он шёл в разведке впереди своего отряда и наткнулся на юного одиночного северовьетнамского солдата, восседавшего на крыше вражеского бункера в джунглях. Бака заметил, что противник не сможет быстро достать своё оружие и не желая стрелять в него закричал на вьетнамском, чтобы тот сдавался. Двадцать лет спустя Бака работал вместе с этим солдатом на строительстве больницы в 1990 году.  
Баса продолжает участвовать в социальных вопросах, особенно в делах ветеранов Вьетнамской войны и заботе о бездомных
В 2002 году в его честь был назван парк в Хантингтоне, штат Калифорния. На церемонии открытия парка 27 апреля он прочитал стихотворение, которое которое написал по этому случаю.
It's a playground for the young, a walk for the dog,
These grounds will be blessed by the rain and the sun, free from the smog.
A refuge for the birds vacationing south, "Let's visit Baca's Park."
Soon it won't be long for all to enjoy their song! My buddies and friends have joined me for this delight.
Some unknown evenings I may be sitting upon my bench enjoying the quiet of the night.
What is a park? A site of beauty, a place to rest.
A place to stay, leave one's worries, also leave behind their stress of the day.
A solitude visitor can be still, enjoy the quiet of their thought.
One can hear the voices in the breeze, trees are clapping their hands, with the movement of the leaves.
All humanity can find a space. All are welcomed to a safe, you might say sacred place.
These grounds will be a witness for families, lovers and friends who picnic, play, hold hands and maybe embrace.
It will be filled with harmony and song and the smile of God's grace.
One last thing before I depart and be on my way,
I sat on the bench and a swing in the park that was dedicated in my honor and in my name on this beautiful day.
Бака проживал в Хантингтон-бич, но потом перебрался в Хулиан, штат Калифорния.

## Наградная запись к медали Почёта
За выдающуюся храбрость и отвагу, проявленные с риском для жизни при выполнении и перевыполнении долга службы. Специалист четвёртого класса Бака отличился в ходе службы в расчёте безоткатного орудия в ходе ночной засады. Взвод его роты был послан вперёд, чтобы расследовать взрыв автоматического устройства для засады впереди основной позиции отряда и вскоре попал под плотный вражеский огонь со скрытых позиций вдоль дороги. Услышав интенсивную стрельбу с позиции взвода и понимая, что его расчёт безоткатного орудий может помочь осаждённому патрулю, специалист четвёртого класса Бака повёл свой отряд через завесу вражеского огня на огневую позицию в пределах оборонительного периметра патруля. Когда они готовились вступить в бой осколочная граната приземлилась посредине отряда. Полностью осознавая опасность для своих товарищей специалист четвёртого класса Бака без колебаний и  с полным пренебрежением к собственной безопасности накрыл гранату своей стальной каской и упал на неё, таким образом, поглотив смертоносные осколки и взрывную волну своим телом. Своими храбрыми действиями и полный пренебрежением к собственному здоровью он спас восемь человек от неминуемых серьёзных ранений или смерти. Необычайная смелость и самоотверженность, продемонстрированные специалистом четвёртого класса Бакой с риском для жизни поддержали славные традиции военной службы и принесли великую славу ему, его части и армии США.   
Оригинальный текст (англ.)
For conspicuous gallantry and intrepidity in action at the risk of his life above and beyond the call of duty. Sp4c. Baca, Company D, distinguished himself while serving on a recoilless rifle team during a night ambush mission. A platoon from his company was sent to investigate the detonation of an automatic ambush device forward of his unit's main position and soon came under intense enemy fire from concealed positions along the trail. Hearing the heavy firing from the platoon position and realizing that his recoilless rifle team could assist the members of the besieged patrol, Sp4c. Baca led his team through the hail of enemy fire to a firing position within the patrol's defensive perimeter. As they prepared to engage the enemy, a fragmentation grenade was thrown into the midst of the patrol. Fully aware of the danger to his comrades, Sp4c. Baca unhesitatingly, and with complete disregard for his own safety, covered the grenade with his steel helmet and fell on it as the grenade exploded, thereby absorbing the lethal fragments and concussion with his body. His gallant action and total disregard for his personal well-being directly saved 8 men from certain serious injury or death. The extraordinary courage and selflessness displayed by Sp4c. Baca, at the risk of his life, are in the highest traditions of the military service and reflect great credit on him, his unit, and the U.S. Army.
— 

## Награды
- Значок боевого пехотинца
- медаль Почёта
- Серебряная звезда
- Бронзовая звезда
- Пурпурное сердце
- Медаль военно-воздушных сил
- Армейская медаль «За безупречную службу»
- Медаль «За службу национальной обороне»

   Медаль «За службу во Вьетнаме» с по меньшей мере одной звездой повторного награждения
- Крест «За храбрость» (Южный Вьетнам)
- Медаль «За гражданские действия» (Южный Вьетнам)
- Медаль «За кампанию во Вьетнаме» (Южный Вьетнам)